# Đường cong bậc ba Tschirnhausen

Đường cong Tschirnhausen trong trường hợp a = 1

Trong hình học, đường cong bậc ba Tschirnhausen, đường cong bậc ba Tschirnhaus, hoặc gọi tắt đi là đường cong Tschirnhausen là đường cong phẳng, định nghĩa trong dạng mở trái theo phương trình cực sau: 
{\displaystyle r=a\sec ^{3}(\theta /3)}
trong đó sec là hàm secant.

## Lịch sử
Đường cong được nghiên cứu bởi von Tschirnhaus, de L'Hôpital, và Catalan. Nó được đặt tên là đường cong bậc ba Tschirnhausen cubic trong bài viết năm 1900 paper của R.C.Archibald, và đôi khi được gọi là đường cong bậc ba của L'Hôpital hay của Catalan.

## Các phương trình khác
Đặt {\displaystyle t=\tan(\theta /3)}. Sau đó áp dụng công thức De Moivre ra
{\displaystyle x=a\cos \theta \sec ^{3}{\frac {\theta }{3}}=a\left(\cos ^{3}{\frac {\theta }{3}}-3\cos {\frac {\theta }{3}}\sin ^{2}{\frac {\theta }{3}}\right)\sec ^{3}{\frac {\theta }{3}}=a\left(1-3\tan ^{2}{\frac {\theta }{3}}\right)}
{\displaystyle =a(1-3t^{2})}
{\displaystyle y=a\sin \theta \sec ^{3}{\frac {\theta }{3}}=a\left(3\cos ^{2}{\frac {\theta }{3}}\sin {\frac {\theta }{3}}-\sin ^{3}{\frac {\theta }{3}}\right)\sec ^{3}{\frac {\theta }{3}}=a\left(3\tan {\frac {\theta }{3}}-\tan ^{3}{\frac {\theta }{3}}\right)}
{\displaystyle =at(3-t^{2})}
dạng tham số của đường cong. Tham số t có thể bị loại dễ dàng bằng cách dùng phương trình tọa độ
{\displaystyle 27ay^{2}=(a-x)(8a+x)^{2}}.
Nếu phương trình được tịnh tiến ngang bởi 8a và dấu của các biến được đổi, thì các phương trình của dạng mở phải sẽ là
{\displaystyle x=3a(3-t^{2})}
{\displaystyle y=at(3-t^{2})}
và trong toạ độ Descartes
{\displaystyle x^{3}=9a\left(x^{2}-3y^{2}\right)}.
tương ứng với đó là phương trình cực sau
{\displaystyle r=9a\left(\sec \theta -3\sec \theta \tan ^{2}\theta \right)}.

## Dạng tổng quát
Đường cong bậc ba Tschirnhausen là đường xoắn sóng sin với n = −1/3.